# Магістратура (освіта)
Магістрату́ра (лат. magistratus), подекуди ма́стерат[джерело?] (англ. Master's degree) — програма підготовки магістрів, другий рівень вищої освіти після бакалаврату, що дозволяє науково поглибити спеціалізацію за певним професійним напрямом, а в деяких випадках змінити її.
Магістратуру прийнято визначати як певну академічну ступінь (в деяких країнах як вчений ступінь), яка слідує за бакалавратом та присвоюється магістрантам — студентам, що успішно закінчили навчання на даному рівні. Тривалість магістратури варіюється в залежності від університету та навчальної програми: у середньому — 1.5-2 року.
У європейських країнах магістратура вважається одним з трьох елементів Болонської системи вищої освіти, поряд з бакалавратом та аспірантурою. Ця система покликана полегшити інтеграцію студентів з різних країн в інші європейські університети за рахунок системи оцінювання і кредитування навчального процесу. Формат магістерського диплому, отриманого в рамках Болонської системи, дозволяє без проблем розширювати і поглиблювати свою кваліфікацію в будь-якій державі, яка бере участь в Болонському процесі.